# Gissey-le-Vieil
Gissey-le-Vieil – miejscowość i gmina we Francji, w regionie Burgundia-Franche-Comté, w departamencie Côte-d’Or.
Według danych na rok 1990 gminę zamieszkiwały 74 osoby, a gęstość zaludnienia wynosiła 9 osób/km² (wśród 2044 gmin Burgundii Gissey-le-Vieil plasuje się na 836. miejscu pod względem liczby ludności, natomiast pod względem powierzchni na miejscu 1033.).